# مارفن ناش
مارفن نـاش هو عداء سريع كندي، ولد في 7 ديسمبر 1953 في كينغستون في جامايكا.

## وصلات خارجية
- مارفن نـاش على موقع أوليمبيديا (الإنجليزية)
- مارفن نـاش على موقع اللجنة الأولمبية الكندية (الإنجليزية)
- مارفن نـاش على موقع اتحاد ألعاب الكومنولث (مؤرشف) (الإنجليزية)